# The Daytrippers
The Daytrippers (bra: Um Dia em Nova York) é um filme estadunidense de 1996, do gênero drama, dirigido por Greg Mottola e estrelado por Hope Davis, Stanley Tucci, Parker Posey e Liev Schreiber.

## Sinopse
Eliza acha o que parece ser uma carta de amor de seu marido, Louis, que está trabalhando para uma editora da cidade de Nova Iorque, então, ela decide ir até lá para encontrá-lo. Sua família, incluindo sua irmã, Jo, e o noivo desta, Carl, assim como seus pais, Jim e Rita, vão junto com ela em uma longa viagem de trailer, saindo de Long Island.

## Elenco
- Stanley Tucci como Louis D'Amico
- Hope Davis como Eliza Malone D'Amico
- Pat McNamara como Jim Malone
- Anne Meara como Rita Malone
- Parker Posey como Jo Malone
- Liev Schreiber como Carl Petrovic
- Campbell Scott como Eddie Masler
- Marcia Gay Harden como Libby
- Douglas McGrath como Chap
- Peter Askin como Nick Woodman

## Lançamento e recepção
The Daytrippers foi lançado em 5 de março de 1997. O filme estreou em 52 cinemas e arrecadou $35,988 dólares em sua semana de estréia. No geral, o filme arrecadou US$ 2 099 677 no mercado interno. O filme recebeu recepção positiva e revisão do site Rotten Tomatoes o filme atualmente dá ao filme uma classificação de 73% "Fresh".